# Zao Wou-Ki
Zao Wou-Ki, chiń. upr. 赵无极; chiń. trad. 趙無極; pinyin Zhào Wújí (ur. 13 lutego 1920 w Pekinie, zm. 9 kwietnia 2013 w Nyon w Szwajcarii) – francuski malarz chińskiego pochodzenia.

## Życiorys
Zao Wou-Ki urodził się 13 lutego 1920 roku w Pekinie. Studiował kaligrafię, a w latach 1935-1941 malarstwo w szkole dzieł sztuki w Hangzhou. W 1948 roku wyjechał wraz z żoną Lan-Lan do Paryża, gdzie zamieszkali w bloku w dzielnicy Montparnasse. Jego wystawy we Francji spotkały się z uznaniem Joana Miró i Pabla Picassa. W połowie 1950 roku rozwiódł się z żoną. W 1957 roku wyjechał do Stanów Zjednoczonych, gdzie mieszkał jego młodszy brat Chao Wu-Wai. Podczas pobytu w Stanach Zjednoczonych w domu swojego brata namalował siedem obrazów. Po sześciu tygodniach podróży do Tokio i Hongkongu poznał swoją przyszłą żonę aktorkę Zhu Ying. Był członkiem akademii des Beaux-Arts.
Zmarł 9 kwietnia 2013 roku w szwajcarskim Nyonie.